# Eugenio Monti
Eugenio Monti (23. ledna 1928, Toblach — 1. prosince 2003, Belluno) byl italský bobista, šestinásobný olympijský medailista. Byl známý pod přezdívkou Rosso volante (Létající zrzek).
Původně se věnoval alpskému lyžování, v roce 1950 se stal mistrem Itálie ve slalomu i obřím slalomu. O rok později utrpěl zranění kolena, musel lyžování zanechat a stal se pilotem bobu. V roce 1954 získal první italský titul, na domácí olympiádě v Cortině d'Ampezzo vybojoval stříbro v závodě dvojbobů a čtyřbobů. Na dalších hrách nestartoval, protože ve Squaw Valley nebyla bobová dráha a disciplína vypadla z olympijského programu. Na ZOH 1964 v Innsbrucku získal dvě bronzové medaile. Velký ohlas vzbudil tím, že když se britskému dvojbobu zlomil šroub, kterým byl připevněn nůž, půjčil jim Monti součástku z vlastního stroje, který už soutěž dokončil. Britové pak závod vyhráli, Monti na kritiku svého činu v italském tisku odpověděl: „Neporazili nás proto, že měli náš šroub, ale proto, že byli rychlejší.“ Za tento projev v duchu fair play byl oceněn Coubertinovou medailí. Kariéru zakončil dvojnásobným vítězstvím na olympiádě 1968, za které obdržel Řád zásluh o Italskou republiku. Je také devítinásobným mistrem světa.